# 黃白海豬魚
黃白海豬魚，為輻鰭魚綱鱸形目隆頭魚亞目隆頭魚科的其中一種，分布於安達曼海海域，棲息深度7-60公尺，本魚體為鮮黃色，腹部白色，體長可達12公分，棲息在沙石底質海域，生活習性不明，可作為觀賞魚。